# Радженович, Астрид
Астрид Радженович (англ. Astrid Rađenović, урождённая Лок-Уилкинсон, 14 сентября 1982, Сидней) — австралийская бобслеистка, рулевая, выступает за сборную Австралии с 2003 года. Участница трёх зимних Олимпийских игр, неоднократная победительница и призёрша национальных первенств, различных этапов Кубков Америки и Европы.

## Биография
Астрид Лок-Уилкинсон родилась 14 сентября 1982 года в Сиднее. С юных лет увлекалась спортом, ещё в школе занималась лёгкой атлетикой, в основном беговыми дисциплинами. После окончания школы поступила в Сиднейский университет, где училась на врача-ветеринара, одновременно с этим состояла в университетской легкоатлетической команде. Участвовала в национальном первенстве по лёгкой атлетике и в беге на 400 м с барьерами даже дошла до финальной части, однако на международной арене добиться сколько-нибудь значимых результатов долгое время не могла. В 2003 году по совету саночницы Ханны Кэмпбелл-Пегг решила попробовать себя в бобслее, в качестве пилота прошла отбор в национальную сборную и стала принимать участие в крупнейших мировых стартах, причём часто показывала довольно неплохое время.
В декабре 2004 года Лок-Уилкинсон дебютировала в Кубке мира, на трассе австрийского Иглса финишировала девятнадцатой. Спустя два месяца впервые поучаствовала в заездах взрослого чемпионата мира, на соревнованиях в канадском Калгари со своим двухместным экипажем пришла к финишу двадцать третьей. Весь следующий сезон в соответствии с общим зачётом мирового кубка неизменно находилась в двадцатке сильнейших бобслеисток мира. Благодаря череде удачных выступлений удостоилась права защищать честь страны на зимних Олимпийских играх 2006 года в Турине, где впоследствии была четырнадцатой. После Олимпиады её партнёрша-разгоняющая Кайли Рид ушла из бобслея, и Лок-Уилкинсон поэтому тоже не выступала в течение нескольких лет.
Возвращение в элиту мирового бобслея для неё состоялось в 2009 году, когда она завоевала несколько медалей на Кубке Северной Америки и набрала достаточное количество рейтинговых очков для участия в Олимпийских играх в Ванкувере. Вместе с разгоняющей Сесилией Макинтош заняла здесь девятнадцатое место. Приехав с этих соревнований, собрала новую бобслейную команду и продолжила выступать на самом высоком уровне, кроме того, в конце 2010 года вышла замуж за сербского бобслеиста Вука Радженовича. На чемпионате мира в немецком Кёнигсзее была четырнадцатой в двойках и в смешанных состязаниях по бобслею и скелетону, при этом на этапах Кубка мира регулярно оказывалась в лучшей десятке. В 2012 году на мировом первенстве в американском Лейк-Плэсиде в зачёте женских двухместных экипажей расположилась на пятнадцатой строке.
В 2014 году Радженович побывала на Олимпийских играх в Сочи, где финишировала четырнадцатой в программе женских двухместных экипажей.